# ピエール・ラフルール
"ランバージャック" ピエール・ラフルール（"Lumberjack" Pierre Lafleur、1939年2月13日 - ）は、カナダの元プロレスラー。ケベック州モントリオール出身のフランス系カナダ人。
ヒールのラフ&パワーファイターとして、カナダおよびアメリカ合衆国の主要テリトリーで活動した。1970年代後半のWWWFにおけるタッグチーム、ユーコン・ランバージャックス（The Yukon Lumberjacks）での活躍で知られる。

## 来歴
マッドドッグ・バションにスカウトされ、地元のモントリオール地区にてザリノフ・ルブーフ（Zarinoff Lebeouf）のリングネームでデビュー。1972年9月にはバションのブッキングにより、国際プロレスにバッファロー・ザリノフ（Buffalo Zarinoff）の変名で来日。同時参加したビル・ロビンソンやバディ・オースチン、ビル・ドロモ、ベンジー・ラミレスらと組んでストロング小林やグレート草津と対戦し、9月12日の船橋ヘルスセンターにおけるサンダー杉山とのシングルマッチではダブル・カウントアウトで引き分けの戦績を残した。
以後、バンクーバーやポートランドなど太平洋岸北西部での活動を経て、1975年よりインディアナポリスのWWAに参戦し、サージェント・ジャック・グレイとのフランス外人部隊ギミックのタッグチーム、ザ・リージョネアーズ（The Legionnaires）で活躍。ディック・ザ・ブルーザー&クラッシャー・リソワスキーの極道コンビとWWA世界タッグ王座を争った。
その後はザ・ラシアン・ストンパー（The Russian Stomper）をリングネームに、テネシーのNWAミッドアメリカやノースカロライナのジム・クロケット・プロモーションズなど、NWAの中南部地区を転戦。テネシーでは1977年1月1日、トミー・リッチを破ってNWAミッドアメリカ・ヘビー級王座を獲得。ノースカロライナでは同年8月16日、リッキー・スティムボートが保持していたNWAミッドアトランティックTV王座に挑戦した。
WWAでもロシア人のギミックを用い、イゴール・ボルコフ（Igor Volkoff）のリングネームで活動。イワン・コロフやジミー・バリアントと共闘して、ブルーザー、ムース・ショーラック、ボボ・ブラジル、ウイルバー・スナイダー、スティーブ・リーガル、スパイク・ヒューバーらと抗争した。
1978年3月、ランバージャックのスタイルとなってWWWFに登場。スコット・アーウィンをパートナーに、アーウィンは「エリック」、自身は「ピエール」を名乗り、ユーコン・ランバージャックス（The Yukon Lumberjacks）を結成する。マネージャーにはキャプテン・ルー・アルバーノを迎え、6月26日にニューヨークのマディソン・スクエア・ガーデンにてドミニク・デヌーチ&ディノ・ブラボーからWWWF世界タッグ王座を奪取、11月21日にトニー・ガレア&ラリー・ズビスコに敗れるまで戴冠した。ガーデンでは、1979年1月22日の定期戦でダスティ・ローデスとも対戦している。
WWWF離脱後はロシア人ギミックのイゴール・ボルコフに戻り、古巣のWWAにて活動。1979年4月1日にはロジャー・カービーと組んでスナイダー&ペッパー・ゴメスを破り、WWA世界タッグ王座に返り咲いた（同時期、カナダのバンクーバー地区でもイゴール・ボルコフと名乗るレスラーが活動していたが、これはラフルールではなくダニー・バビッチの変名である）。
その後はモントリオールに戻り、キャリア末期の1980年代前半は、ジノ・ブリットらが主宰していたインターナショナル・レスリングにザリノフ・ルブーフとして出場。セーラー・ホワイトやジル・ポワソンと共闘し、ブラボー、リック・マーテル、エドワード・カーペンティア、アンドレ・ザ・ジャイアントらと対戦した。

## 得意技
- カナディアン・バックブリーカー
- シュミット式バックブリーカー
- ニー・ドロップ
- コブラ・クラッチ

## 獲得タイトル
NWAミッドアメリカ
- NWAミッドアメリカ・ヘビー級王座：1回[8]
- NWAテネシー・ヘビー級王座：1回[18]

ワールド・ワイド・レスリング・フェデレーション
- WWWF世界タッグ王座：1回（w / ユーコン・ランバージャック・エリック）[12][13]

ワールド・レスリング・アソシエーション
- WWA世界タッグ王座（インディアナポリス版）：2回（w / サージェント・ジャック・グレイ、ロジャー・カービー）[6]